# Pier Antonio Gariazzo
Pietro Antonio Paolo Gariazzo, detto Pier Antonio (Torino, 7 giugno 1879 – Torino, 10 gennaio 1964), è stato un pittore, incisore, scrittore e cineasta italiano.

## Biografia
Figlio di un ricco possidente di origine biellese, su imposizione paterna, si laureò in medicina e chirurgia nel 1902 con una tesi su La nevrosi in rapporto al meraviglioso.  Esercitò la professione di medico soltanto durante la Grande Guerra, quando fu di stanza all'Isonzo.
Gariazzo trascurò quindi del tutto la scienza medica, per seguire la pittura, l'incisione e l'acquaforte, vocazione che ebbe fin da giovanissimo.  Si trasferì poi a Roma (dove fu allievo di Domenico Bruschi e Francesco Vitalini), in Belgio, e infine tornò a Torino dove frequentò lo studio di Giacomo Grosso.
Esordì nel 1899 alla Promotrice torinese, e partecipò dal 1902 al 1908 alle esposizioni quadriennali torinesi.
Nella sua attività di pittore, egli realizzò una serie di ritratti raffiguranti paesaggi naturalistici (ispirati alla campagna piemontese e laziale), e numerosi ritratti Belle Époque in tecnica mista a carboncino e incisione.  Tra questi vi fu un ritratto del 1907 dedicato all'amica scrittrice Amalia Guglielminetti.
Nello stesso periodo, si avvicinò alla cinematografia, prima come collaboratore artistico all'Itala Film e poi come fondatore di una propria casa cinematografica, la Savoia Film (1911). In qualità di produttore cinematografico, realizzò un discreto numero di film, alcuni di successo come In hoc signo vinces del 1913, e fu pure direttore artistico, regista e sceneggiatore. Nel 1916 abbandonò la Savoia Film, e collaborò con la Pasquali Film, la Gloria Films, la Vay Film, e poi fu in Germania dove, nel 1924 diresse il suo ultimo film dal titolo Salvezza interpretato da Diana Karenne.
Scrisse dei libri, tra cui La stampa incisa (1907) e Il teatro muto (1918).
Ritornò alla sua attività di pittore e tenne varie esposizioni personali a Parigi, Berlino, Londra e Bruxelles; a Milano nel 1939; a Torino nel 1940; a Roma, Milano e Cremona nel 1941. Nel 1950 presentò a Torino una serie di dipinti interpretativi della musica, tra cui  Preludio in do diesis minore di Rachmaninof.
Tra i frequentatori e allievi della sua bottega si ricorda  Pietro Augusto Cassina.

## Pubblicazioni
- Ville romane, Roma, Mossa e Floris, 1906.
- La stampa incisa. Trattato dell'arte d'incidere all'acquaforte, al bulino, all'acquatinta, alla maniera nera e di intagliare il legno, prefazione di Leonardo Bistolfi, Torino, S. Lattes & C. librai-editori, 1907, SBN UBO0146291.
- Il teatro muto, Torino, Lattes, 1918.

## Filmografia parziale

### Regista
- L'ultimo amplesso (1912)
- Germania (1914)
- La danzatrice mascherata (1916)
- Lo scandalo della principessa Giorgio (1917)
- Naufragio d'anime (1917)
- Kim, Kip e Kop, i vincitori della morte (1917)
- L'oro e la morte (1918)
- Tutto il mondo è teatro (1919)
- La Sacra Bibbia (1920)
- Salvezza (Arme Sünderin; 1924)

### Sceneggiatore
- Intemperance, regia di Mario Roncoroni (1917)